# Draconarius denisi
Draconarius denisi là một loài nhện trong họ Amaurobiidae.
Loài này thuộc chi Draconarius. Draconarius denisi được Ehrenfried Schenkel-Haas miêu tả năm 1963.